# نورمان بيرغن
نورمان بيرغن (بالإنجليزية: Norman Bergen)‏ هو مغني وكاتب أغاني وملحن ومنتج أسطوانات أمريكي، ولد في 17 مايو 1945.

## وصلات خارجية
- نورمان بيرغن على موقع IMDb (الإنجليزية)
- نورمان بيرغن على موقع ميوزك برينز (الإنجليزية)
- نورمان بيرغن على موقع قاعدة بيانات برودواي على الإنترنت (الإنجليزية)
- نورمان بيرغن على موقع ديسكوغز (الإنجليزية)